# Epilissus andranobeensis
Epilissus andranobeensis là một loài bọ cánh cứng trong họ Bọ hung (Scarabaeidae).